# Stará radnice (Sokolov)
Stará radnice je historická budova na Starém náměstí v Sokolově. Až do 50. let 20. století sloužila především jako radnice. Po rekonstrukci v letech 1994 až 1995 se stala reprezentačním sídlem společnosti Sokolovská uhelná.
Je chráněna jako kulturní památka České republiky.

## Historie
Budova na sokolovském Starém náměstí byla postavena kolem roku 1540. Během obléhání města saským vojskem roku 1632 radnice vyhořela. Roku 1794 udeřil do radniční věžičky blesk. Věžička byla postavena znovu, avšak roku 1873 ji zničil požár a již nebyla obnovena. K přestavbě v klasicistním stylu došlo v letech 1835 až 1836. Další úpravou bylo prodloužení pravého dvorního křídla do Zámecké ulice v roce 1850. Radnice sloužila svému účelu do poloviny 20. století. Po určitou dobu sloužila budova jako sídlo okresního soudu a hejtmanství. Okresní hejtman zde měl byt a byly zde uloženy pozemkové knihy. V budově radnice býval i městský šenk a archiv. Dále zde byly stáje, taneční sál a také vězeňské cely. Po roce 1945 částečně využil budovu Městský národní výbor pro některé své kanceláře. V roce 1976 byly opraveny vnější omítky a oplechování, budova sloužila jako sídlo Okresního podniku místního hospodářství. Po roce 1989 převzalo budovu Město Sokolov. Po rekonstrukci z let 1994 až 1995, kterou financovala společnost Sokolovská uhelná, slouží historická radnice této společnosti.

## Stavební podoba

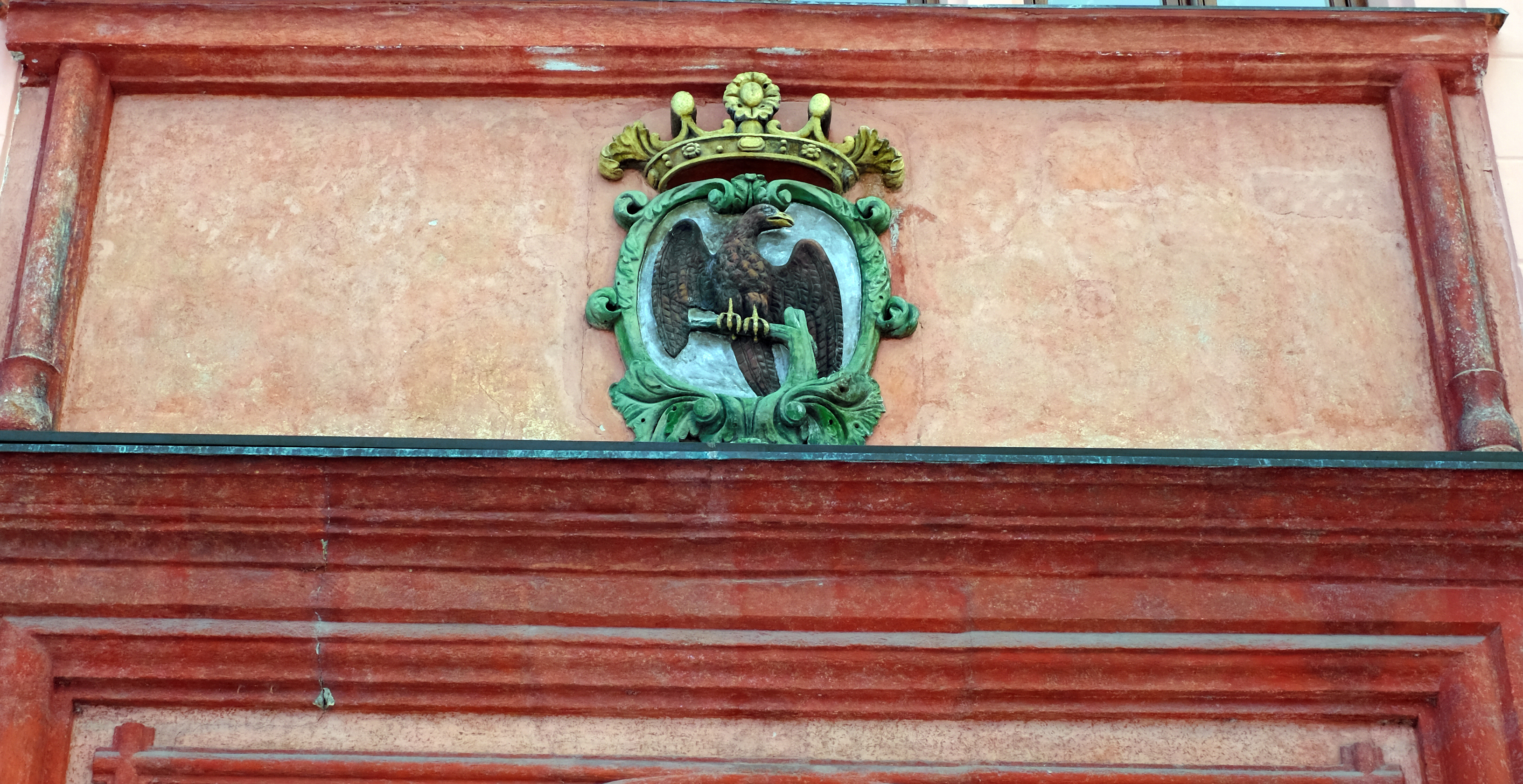
Detail - znak města nad portálem

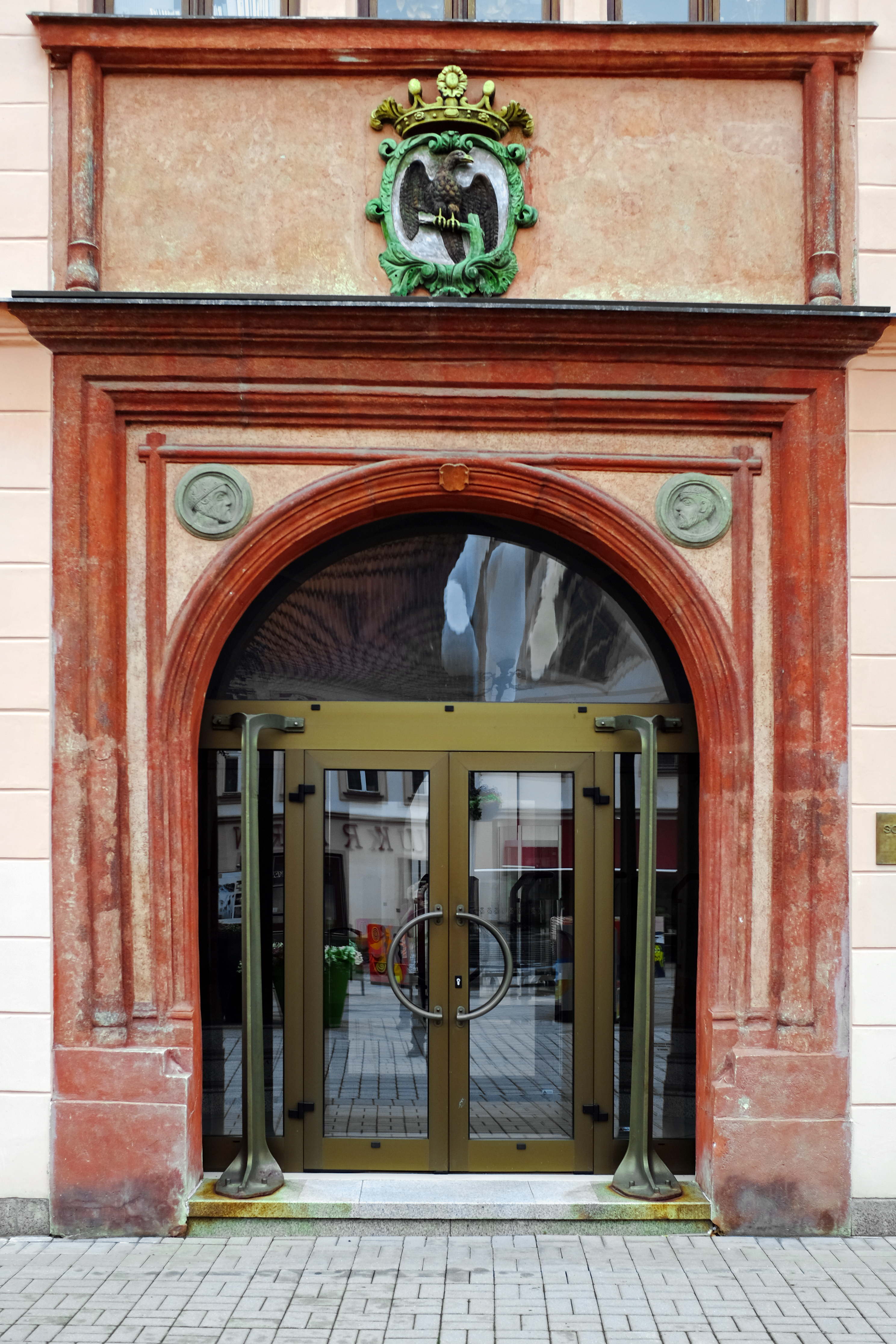
Portál radnice

Budova je součást stavebního bloku, který je vymezen Zámeckou ulicí, která spojuje Staré náměstí se sokolovským zámkem a Křížovou ulicí. Historická renesanční radnice si v mnoha charakteristických rysech zachovala svůj původní vzhled tzv. saské renesance. Hlavní průčelí s původním kamenným portálem a vysokým sedlovým hambálkovým krovem je situováno do Starého náměstí. Hřeben střechy je rovnoběžný s náměstím. Budova je podsklepená, nepodsklepené jsou dvě křídla budovy, které přiléhají k hlavní budově. Celý obdélníkový půdorys uzavírá dům čp. 130 na jižní straně. 
V průčelí budovy je umístěn vstupní kamenný portál. Během klasicistní přestavby v letech 1835 až 1836 se vzhled průčelí změnil.  Za vstupem se nalézá síťově zaklenutý mázhaus. Stejně jsou zaklenuty prostory vlevo i vpravo. V levé části se nachází schodiště, které vedlo do velké obecní síně v prvním patře. Místnosti v patře byly klasicistně upraveny. Jsou většinou plochostropé, dřevěné záklopové s fabionovými římsami. V místnosti naproti schodišti, se zachoval původní sítově zaklenutý strop. V původní podobě se zachoval i renesanční krov.
Při rozšíření budovy o zadní trakty byl nad hlavní portál umístěn městský znak. V ose nad nadpražím jsou provedena tři sdružená okna. V ostatní ploše fasády jsou okna sdružena do dvojic. Boční štíty jsou rytmizovány tzv. lichými arkádami.